# طب حديثي الولادة
يعد طب حديثي الولادة أو طب الولدان أحد التخصصات الفرعية في طب الأطفال التي تشتمل على الرعاية الطبية للأطفال حديثي الولادة، وخاصة المرضى أو الطفل المولود قبل موعده الطبيعي. وهو تخصص يعتمد على المستشفيات، ويمارس عادة في وحدات العناية المركزة لحديثي الولادة (NICUs). المرضى الرئيسين عند طبيب حديثي الولادة هم الأطفال حديثي الولادة الذين يعانون من مرض أو يحتاجون إلى رعاية طبية خاصة بسبب الولادة المبكرة، نقص الوزن عند الولادة، تأخر النمو داخل الرحم، تشوهات خلقية (العيوب الخلقية)، وتعفن الدم، نقص تنسج الرئة أو الاختناق أثناء الولادة.

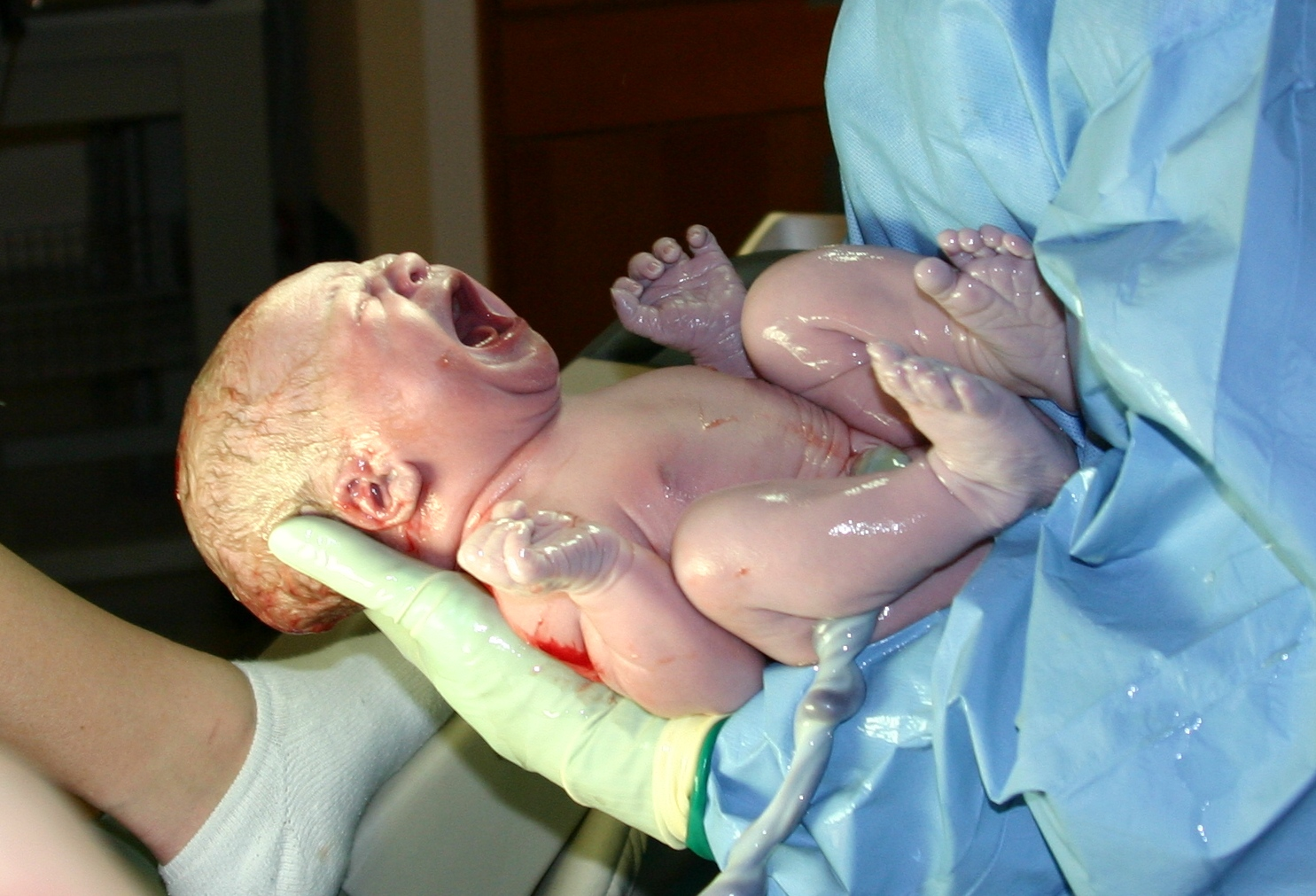
تتألق المولودة الأنثى بسبب السائل الذي يحيط بالجنين البشري، عمرها ثوانٍ فقط بعد الولادة في المستشفى، الصراخ يوضح التنفس القوي، وهو واحد من معايير تقييم ابجر المستخدم لقياس صحة الطفل في وقت الولادة. رأس الرضيع البشري كبير بشكل غير طبيعي بالنسبة لبقية أجزاء الجسم، هذا ضروري لحمل دماغنا الكبير والمتطور. يظهر في الصورة تشوه طفيف في الرأس في شكل "مخروط"، نتيجة الولادة المهبلية، لم يتم بعد قطع الحبل السري، ويمتد إلى جسم الأم، حيث لا يزال يتصل بالمشيمة. الطفلة هى ابنة المصور.

## التاريخ
بينما تم الاعتراف بارتفاع معدلات وفيات الرضع من قبل المجتمع الطبي البريطاني على الأقل في وقت مبكر من العقد 1860 ، تعتبر الرعاية المركزة الحديثة لحديثي الولادة هي التقدم الأحدث نسبيًا. في عام 1898، أنشأ الدكتور جوزيف ديلي أول محطة حاضنة للرضع في شيكاغو، تم نشر «إلينوي»، أول مرجع أمريكي عن حديثي الولادة في عام 1922. في عام 1952، وصفت الدكتور فرجينيا أبجر نظام التقييم بالنقاط «أبجر اسكور» كوسيلة لتقييم حالة المولود الجديد. لم يتم حتى عام 1965 افتتاح أول وحدة أمريكية للعناية المركزة بحديثي الولادة (NICU) في نيو هيفن، في ولاية كونيتيكت وفي عام 1975 أنشأ المجلس الأميركي لطب الأطفال شهادة المجالس الفرعية لحديثي الولادة.
جلب العقد 1950 تصاعدًا سريعًا في خدمات حديثي الولادة مع ظهور التنفس الميكانيكي لحديثي الولادة. وهذا ما سمح لبقاء الأطفال حديثي الولادة أصغر وأصغر حجمًا. في العقد 1980، تطورعلاج استبدال المادة السطحية للرئة ساعد أكثر في نجاة الأطفال المولودين قبل موعدهم بمدة كبيرة وأيضا التقليل من الأمراض الرئوية المزمنة، التي هي واحدة من مضاعفات التنفس الميكانيكي بين المبتسرين الأقل حدة من غيرهم. في عام 2006 كانت هناك فرصة للبقاء على قيد الحياة أمام حديثي الولادة صغيرين بحجم 450 جرام وفي وقت مبكر من الحمل مثل 22 أسبوعا. في وحدات العناية المركزة بحديثي الولادة الحديثة والرضع الذين يزنون أكثر من 1000 غرام، والذين ولدوا بعد 27 أسبوعا من الحمل لديهم فرصة ما يقرب من 90٪ من البقاء على قيد الحياة والأغلبية يكون لديها نمو طبيعي للجهاز العصبي.

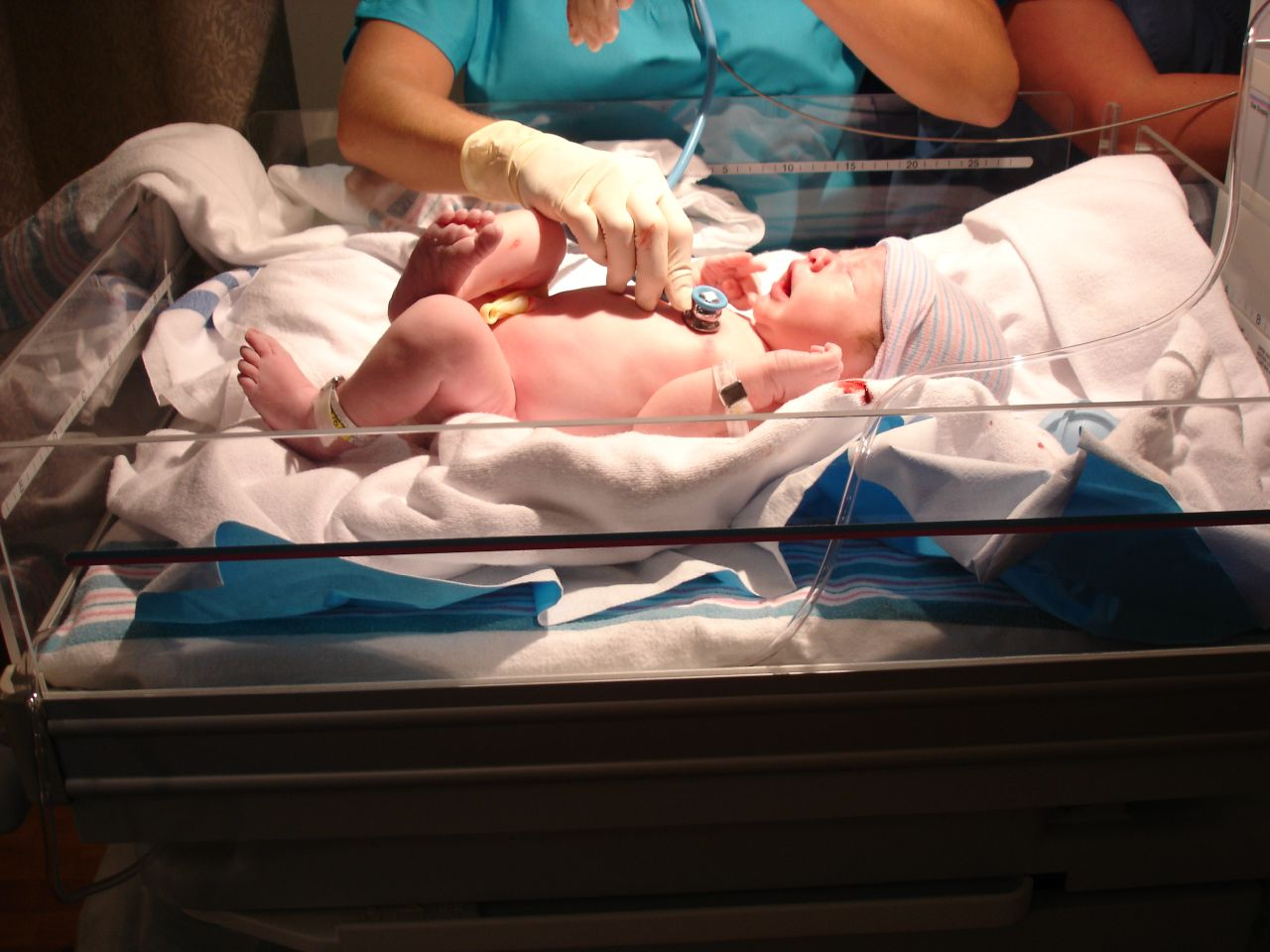
طبيب يقوم بإجراء فحص جسدي على طفل حديث الولادة بعد عملية قيصيرية

## التدريب الأكاديمي
في الولايات المتحدة، الطبيب المختص لحديثي الولادة هو طبيب (MD أو DO) يمارس طب الولدان. لكي يصبح طبيب حديثي الولادة، عليه أن يحصل في البداية علي تدريب في طب الأطفال، ثم يكمل تدريب إضافي يسمى الزمالة (لمدة 3 سنوات في الولايات المتحدة) في اختصاص حديثي الولادة. في الولايات المتحدة الأمريكية على الأغلب، ولكن ليس كل أطباء حديثي الولادة، يحملون شهادة البورد في تخصص طب الأطفال من قبل المجلس الأمريكي لطب الأطفال أو المجلس التقويمي الأمريكي لطب الأطفال وفي التخصص الفرعي طب الأطفال حديثي الولادة، فترة ما حول الولادة أيضا من قبل المجلس الأمريكي طب الأطفال أو مجلس التقويمي الأمريكية لطب الأطفال. تجري معظم البلدان الآن برامج مماثلة لتدريب الدراسات العليا في حديثي الولادة، كتخصص فرعي من طب الأطفال.
في المملكة المتحدة، وبعد التخرج من كلية الطب، واستكمال البرنامج التأسيسي لمدة عامين، الطبيب الذي يرغب في أن يصبح طبيب حديثي الولادة سيكون عليه الالتحاق في برنامج التدريب المتخصص للأطفال لمدة ثماني سنوات. وفي السنتين إلى ثلاث سنوات الأخيرة سيكرس التدريب في حديثي الولادة كتخصص فرعي.
ممرضات حديثي الولادة (NNPs) هي الممرضات المتقدمات في الممارسة والتي تتخصص في رعاية الأطفال حديثي الولادة. فهي تعتبر مقدمي المستوى المتوسط، وغالبا ما تشارك في عبء العمل أو الرعاية داخل وحدة العناية المركزة لحديثي الولادة مع الأطباء المقيمين. وهم قادرون على علاج، وضع خطة، وصف وتشخيص وتنفيذ الإجراءات ضمن نطاقها من الناحية العملية، التي يحددها القانون الحاكم والمستشفى التي يعملون فيها.
متوسط دخل أطباء حديثي الولادة المتوسط 290,853 دولار.

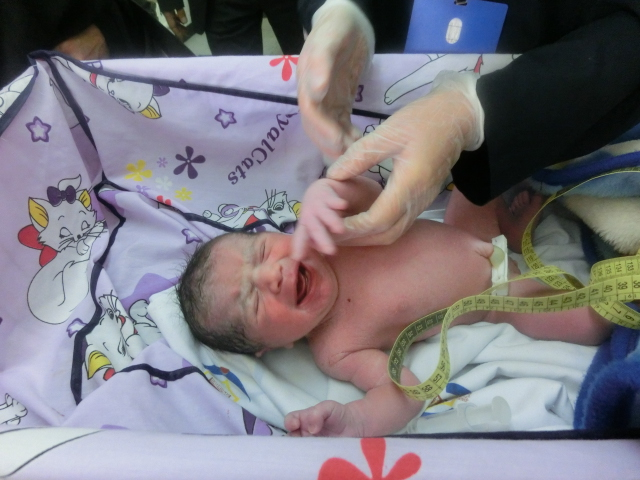
رضيع عمره 30 دقيقة في إيران. الممرضة تقوم بتقديم بعض الرعاية بعد الولادة.

## أبعاد الرعاية
بدلا من التركيز على نظام جهاز معين، يركز الأطباء في مجال رعاية الأطفال حديثي الولادة على المواليد الذين يحتاجون إلى دخول المستشفى ووحدة العناية المركزة (ICU). يمكنهم أن يتصرفوا أيضا بمثابة أطباء أطفال عامّين، وتوفير التقييم ورعاية الأطفال حديثي الولادة بشكل جيد في المستشفى التي يعملون فيها. بعض بعض أطباء حديثي الولادة، ولا سيما في البيئات الأكاديمية، قد تتابع الرضع لمدة أسابيع أو حتى شهور بعد الخروج من المستشفى من أجل الوصول لتقييم أفضل للتأثيرات الطويلة الأجل للمشاكل الصحية في وقت مبكر من الحياة. يقوم بعض أطباء حديثي الولادة بالبحوث العلمية الأساسية والسريرية لزيادة فهمنا لهذه الفئة الخاصة من المرضى.
يشهد الرضيع العديد من التكيفات مع الحياة خارج الرحم، والنظم الفسيولوجية، مثل الجهاز المناعي، وبعيدة كل البعد عن كونها متطورة بشكل كامل. من الأمراض التي قد تصيب المواليد ما بعد الولادة:
- اليرقان الوليدي (فرط بيليروبين الدم)
- متلازمة الضائقة التنفسية للرضع
- الذئبة الحمراء عند حديثي الولادة
- التهاب الملتحمة الوليدي
- التيتانيس الوليدي
- الأمراض التي تنتقل عبر المشيمة
- الإنتان الوليدي
- انسداد الأمعاء عند حديثي الولادة
- تشنجات حميدة عند حديثي الولادة
- الحَب الوليدي
- السكتة الدماغية لحديثي الولادة
- داء السكري الوليدي
- نقص الصفيحات المناعي لحديثي الولادة
- الهربس البسيط لحديثي الولادة
- داء ترسب الأصبغة الدموية لحديثي الولادة
- التهاب السحايا الوليدي
- التهاب الكبد الوليدي
- نقص السكر في الدم عند حديثي الولادة
- أدرينوليوكوديستروفي (بالإنجليزية: Neonatal adrenoleukodystrophy)
- تكسير ذائي لكرات الدم الحمراء عند حديثي الولادة
- ورم وعائي منتشر عند حديثي الولادة
- ورم وعائي حميد عند حديثي الولادة
- ركود صفراوي عند حديثي الولادة
- تصبغ بثري مؤقت عند حديثي الولادة
- اختناق ما حول الولادة
- متلازمة التهاب الأقنية الصفراوية السماك-المصلب عند حديثي الولادة
- مرض السمية الطفحي المشابه للصدمة عند حديثي الولادة

## العلاج
الولادة هي واحدة من أكثر الأسباب شيوعا لدخول المستشفى. كان متوسط تكاليف المستشفى من 2003-2011 للخدمات الجراحية الأمهات والأطفال حديثي الولادة هي أقل تكاليف مستشفى في الولايات المتحدة. وفي عام 2012، شكلت أكبر نسبة من حالات الإقامة في المستشفى للأمهات وحديثي الولادة بين الأطفال والبالغين الذين تتراوح أعمارهم بين 18-44، وتلك المشمولة بالعناية الطبية.
بين عامي 2000 و 2012، تراوح عدد ليالي إقامة حديثي الولادة (الولادات) في الولايات المتحدة حول 4.0 مليون إقامة، ووصلت إلى 4.3 مليون في عام 2006. شكلت إقامة الأمهات وحديثي الولادة 27 في المئة من حالات الإقامة في المستشفى في الولايات المتحدة في عام 2012. ومع ذلك، ظل متوسط تكاليف المستشفى أدنى من ثلاثة أنواع من الإقامة في المستشفى (الطبية والجراحية، أو الأم وحديثي الولادة). بلغت تكلفة المستشفى لإقامة الأمهات/ حديثي الولادة 4,300 $ في عام 2012 (في مقابل 8500 $ للإقامة الطبية و21،200 $ للإقامة جراحية في عام 2012)
.

## وصلات خارجية
- http://www.pediatricsurgerybooks.com/